# Такси 5
Такси 5 (фр. Taxi 5) француски је филм, који представља последњи наставак филмског серијала Такси. Режију је потписао Франк Гестамбид, који је заједно са Стефаном Казанджаном и Ликом Бесоном учествовао у писању сценарија и у остварењу се појављује као један од главних глумаца.
За разлику од претходних, у петом наставку серијала не играју Сами Насери и Фредерик Дијефентал, који су тумачили насловне улоге, Данијела Моралеса и Емилијена Кутана Корбалека. Док продукција и даље укључује Бернара Фарсија и Едуара Монтута, главне јунаке, Силвана Мароа и Едија Маклуфа, тумаче Франк Гестамбид и Малик Бенталха. Филм је премијерно приказан 8. априла 2018. године у Паризу, а радња се одиграва десет година након четвртог наставка.

## Радња
Силван Маро, полицијски службеник из Париза и заљубљеник у аутомобиле, важи за једног од најефикаснијег у борби против криминала у француској престоници. Због својих успеха, често се налази на насловним странама новина, али је његова жеља да се прикључи специјалним снагама. Након афере са супругом једног од својих надређених, на једном задатку, Маро бива премештен у Марсељ, у ком се у међувремену много тога променило. По пресељењу у други град, Маро је разочаран непрофесионализмом постојећег кадра. Приликом покушаја рутинске интервенције, на улици га обара један таксиста, а након потере за њим и јурњаве аутомобилима по граду, патролно возило завршава утопљено. Маро се тада сукобљава са двојицом локалних полицајаца.
По граду хара банда пљачкаша из Италије, у Фераријевим аутомобилима, коју предводи бивши рели возач по имену Тони Дог. У страху да би група могла да украде дијаманте са изложбе која се одржава у граду, Жибер покреће операцију Мафију и за шефа именује Мароа. Упознавши се са случајем, Маро схвата да возним парком који поседује полиција не може да се равна са бандитима. Алан, који је остао запослен у марсељској полицији, Мароу препричава раније случајеве, које су расветљавали Емилијен и Данијел уз помоћ специјално припремљеног таксија. Међутим, Данијел сада живи у Мајамију, на Флориди, док је Емилијен напустио полицију. Ипак, Алан познаје Данијеловог рођака, Едија Маклуфа, за ког мисли да би Мароу могао да помогне око проналаска возила. Алан потом страда у сабраћајној несрећи, те акцију прати из болничког кревета, у гипсу и завојима. Маро открива да је Маклуф таксиста који га је оборио. Приводи га и предлаже понуду да му се обришу сви прекршаји, уколико пронађе бели такси.
Пежо 407 у Марсељ стиже бродом, у плавом контејнеру и двојац га преузима у луци. Како Еди не уме да управља возилом са ручним мењачем, за волан седа Силван. Жибер утом јавља да је акција почела, односно да су пљачкаши пошли по свој плен, док начелник полиције стиже у посету Марсељу. Полиција не успева да заустави бандите, већ је настао колапс услед ланчаног судара аутомобила. Маро и Маклуф преузимају контролу и крећу у потеру, али такси нема довољно снаге да прати разбојнике у Фераријима. У граду им трамвај пресеца пут, а банди се губи траг.
Дознавши да се Италијани обучавају на тркалишту у близини Марсеља, Маро одлучује да их изазове на окршај. Еди га одводи код своје сестре Самије, у чијој радионици оставља Пежо 407, ради његове надоградње. Маро и Еди се укључују у трку са Тонијевим возачима, а Маро добија позив на приватну забаву, али без Едија. Еди се на забави појављује прерушен у конобара, док чланови Силвановог тима присуствују у цивилним оделима. Криминалцима се путем видео позива јављају корумпирани полицајци, што такође увиђају Силван и Еди, који су се претходно сакрили у истој просторији. Разоткривши их, Тони и његови поданици покушавају да убију Мароа и Маклуфа, али двојац успева да побегне.
На дан доласка дијаманата, криминалци користе дрон наоружан пројектилима како би изнудили промену правца кретања хеликоптера који их превози. Маро и Маклуф крећу за Тонијем, који вози Ламборгини авентадор, а у јурњаву се укључују и корумпирани полицајци који отимају цивилно возило. Силваном тим и Едијеви пријатељи помажу у потери за криминалцима блокирајући улице својим аутомобилима. Трка се наставља на ауто-путу, а Маро позива Едијеву сестру да га упути у коришћење нове додатне опреме таксија. Стигавши до литице, Маро додатно убрзава и користећи крила прелеће море и таксијем се забија у палубу јахте на коју су допремљени дијаманти, док се Тони и Роко заустављају на литици. Такси је слупан, чиме је Еди потресен и забринут како ће ситуацију објаснити сестри и ујаку. Маро због уништења аутомобила осећа кривицу и одлучује да посети Самиу како би јој саопштио лошу вест и извинио се.
Самиа је у међувремену акцију пратила на телевизији, али је Силвану опростила, свесна да је такси своју мисију завршио услед великог броја пређених километара. Маро, који је запленио Ламборгини авентадор, након Тонијевог хапшења, прихвата Самијин изазов да се тркају до аеродрома. За то време, Алан који је у болници, задовољан је епилогом акције, али и тужан због несрећног краја белог таксија.

## Ликови

### Силван Маро
Силван Маро (Франк Гестамбид) полицајац је из Париза, велики љубитељ аутомобила и брзе вожње. Због својих јурњава по граду службеним аутом и честим дрифтовањем по улицама, прави велике трошкове за одржавање пнеуматика. Гаји необичан начин испитивања преступника, те саслушања обавља током вожње аутомобилом. Услед авантуре са супругом начелника полиције, Маро добија премештај у локалну полицију града Марсеља, због чега се код њега развија незадовољство. Сања да се прикључи специјалним јединицама, али се због свог начина рада удаљио од тог циља. У Марсељу добија задатак да ухвати банду пљачкаша, који возе аутомобиле марке Ферари, али без адекватног возила, којим би могао да им парира. Маро током истраге упознаје Едија Маклуфа, чији је рођак Данијел Моралес, бивши таксиста из Марсеља, који је пружио значајну помоћ расветљавању случајева које је водила локална полиција. Маро и Маклуф преузимају бели такси и крећу у јурњаву за криминалцима. Услед потребе да надогради такси, Маро упознаје Маклуфову сестру, механичарку, у коју се заљубљује. Она му помаже у намери да тркачки надјача пљачкаше у супериорним болидима. У тим окршајима, Маро изазива лични рат са њиховим водећим чланом, Тонијем. Због своје проницљивости, али и обилне помоћи свог тима, Маро успева да реши случај и ухапси разбојнике.

### Еди Маклуф
Еди Маклуф (Малик Бенталха) локални је таксиста из Марсеља, чије порекло води из Марока. Редовно прати фудбал и нема одређених циљева у животу. Заљубљен је у своју девојку, Санди, која има висока очекивања од њега. Он једном приликом долази њеној кући. Пар започиње романтично вече, које се не развија према очекивањима. Услед његове неопрезности и спетљаности, у кући избија пожар, а њих двоје заједно затиче њен отац. Након тог догађаја, Санди оставља Маклуфа. Маклуф бива приведен од стране полиције због неколицине прекршаја, међу којима се нашло и обарање полицајца, Силвана Мароа, колима. Маро и Маклуф се договарају да преузму бели такси, који је у међувремену био у поседу Едијевог ујака. Еди покушава да покрене такси, али како се није снашао са ручним мењачем, управљање возилом препушта Мароу. Маро и Маклуф заједнички пролазе кроз тркачке авантуре, док Еди представља неспретнији део тандема, због ког обојица доспевају у непријатну ситуацију. Ипак, њих двојица, заједно са осталим ликовима успевају да реше случај. Маклуф добија награду као један од заслужних за хапшење бандита и успева поново да освоји Санди.

### Алан Трезор
Алан Трезор (Едуар Монтут) један је од малобројних полицајаца који су остали у истој бригади марсељске полиције. Уз Жерара Жибера, представља тек други лик који је био заступљен у претходним наставцима. Алан дочекује новог члана тима, Силвана Мароа, ког упознаје са осталим колегама. Објашњава му на који се начин начин ствари одвијају, ко шта ради, чиме се бави приватно и у каквим је односима са сарадницима. Алан причом води Мароа кроз акције хапшења криминалаца из различитих држава, који су долазили у Марсељ. Говори му о доживљајима некадашњег полицајца Емилијена Кутана Корбалека, који је уз помоћ таксисте Дамијела Моралеса расветљавао случајеве и био један од најуспешнијих у свом послу. Међутим, како се њих двојица више не баве истим пословима, Алан предочава Мароу да мора да користи кадар који има на располагању. Ипак, открива му легенду о белом таксију, који носи велике заслуге за све њихове акције, те га повезује са Данијеловим рођаком, Едијем Маклуфом. Алан успева да се спријатељи са новим чланом, пожелевши да њих двојица постану нови тандем за понос марсељске полиције. Исте вечери, Алана удара аутомобил, па због вишеструких прелома завршава у болничком кревету.

### Жерар Жибер
Како је прошло десет година, у Марсељу су се издешавале многе промене. Жерар Жибер (Бернар Фарси) је са места комесара напредовао до функције градоначелника. Жибер на церемонији посвећеној еколошком развоју представља возило са цистерном за одлагање псећих фекалија. Објашњавајући на који начин функционише, он притиска тастер за пражњење, чиме се садржај распршује по званицама, међу којима је и министарка. Жибер има помоћника Бикона.
Жибер упознаје запослене у марсељској полицији са изложбом дијаманата која се одржава у граду и представља мисију Мафију, са циљем хапшења пљачкаша из Италије. Као и у свим ранијим акцијама, Жибер и сам учествује, па изазива ланчани судар уласком у ракрсницу. Након хапшења криминалаца, Жибер организује свечани пријем за чланове полиције и додељује им признања за добро обављен посао.

### Тони Дог
Тони Дог (Салваторе Еспозито) бивши је рели возач, иначе Италијан, који је одлучио да се бави криминалом. У Француску долази са групом разбојника и за циљ има велику пљачку, а као плен види дијаманте са изложбе у Марсељу. Бандити користе аутомобиле марки Ферари и Ламборгини, а вожњу увежбавају на тркалишту недалеко од града. Дог и његови поданици сарађују са двојицом корумпираних чланова Марсељске полиције, који им откривају детаље истраге и помажу у организовању крађе. Након што је полицајац Силван Маро успео да пронађе групу пљачкаша преко Рашида, трговца оружјем и власника ресторана италијанске хране, Тони позива Мароа на приватну гозбу коју приређује, увидевши да се ради о добром возачу, али уз услов да се на њој појави сам. Услед разоткривања њихових идентитета, Тони свом помоћнику, Рокоу, даје инструкције да убије Мароа и прерушеног Маклуфа, који успевају да се извуку. Следи тркачка авантура по граду из које Силван излази као победник. Тони бива ухапшен, чиме остаје без плена и свог аутомобила, а Мароу најављује поновни сусрет.

### Самиа Маклуф
Самиа Маклуф (Сабрина Уазани) бави се аутомеханичарским занатом и ради у породичној радионици у Марсељу. Рођена је сестра Едија Маклуфа и даља рођака Данијела Моралеса, чувеног марсељског таксисте. Самиа добија задатак да надогради бели такси, који је након неколико година у Марсељ вратио њен и Едијев ујак. Самиа у такси уграђује нове механизме и додатни погон за убрзање, чиме га чини конкурентним Фераријевим болидима.
Самиа преко свог брата упознаје полицајца Силвана Мароа и прихвата да изађе са њим. Маро јој припрема изненађење, заједно проваљују на базен, али се у базену налазила фока. Иако њихов први излазак није прошао у складу с надањима, Самиа му даје другу шансу. Након хапшења криминалаца, Силван је запленио Ламборгини, а Самиа га изазива да се тркају.

### Остали ликови
Хамид (Фетса Бујамед) возач је таксија у Мароку и Едијев ујак. Појављује се на почетку филма. Вози бели такси у пустињи, где су му муштерије, између осталих и овце. Како је аутомобил прекривен прашином, група деце прстима исцртава фалус на хауби, што код Хамида изазива бес. Иако најпре одбија да врати такси свом сестрићу, он возило бродом шаље за Марсељ у контејнеру.
Санди (Санд ван Рој) Едијева је девојка, жељна узбуђења. Приговара му због његовог начина живота и мало времена које јој посвећује. Након инцидента који изазвао у њеном дому, Санди оставља Едија. Касније му се поново враћа.
Менар (Месје Пулп) један је од полицајаца у Марсељу. Висок је и носи браду. Воли да се глупира када му је досадно, па често прави смицалице колегама. Израђује фотороботе осумњичених. Започиње авантуру са Сандрин, са којом проводи највише времена на терену.
Мишел Петручиани (Ануар Тубали) ниског је раста, због чега се термин патуљак не користи у бригади. По рођењу је добио име Абдел Раман, које је променио преласком у хришћанство. Врло је религиозан и воли све што је минијатурно. Заљубљује се у Синтију.
Режис (Лионел Лажет) непријатељски одмерава сваког ко га погледа у очи. Воли да шпијунира људе, због чега га је супруга напустила. Од тада живи сам, поставши стручњак за одређивање локација.
Сандрин Бросар (Сиси Дупар) једина је жена у бригади. Крупна је и ужива у храни, према Алановим речима „жива је ватра која прождире мушкарце“. Три пута узастопно је проглашавана најлепшом полицајком Азурне обале, 2013, 2014. и 2015. године. Набацује се Мароу по његовом премештају у Марсељ, а касније улази у авантуру са Менаром. Саботира двојицу корумпираних полицајаца у намери да помогну банди пљачкаша, скоком са вијадукта на њихово возило.
Роко (Фабрицио Невола) је Тонијев ортак и његова десна рука у походима које планира. Жели да убије Мароа и Маклуфа, у чему бива спречен.
Рашид (Рамзи Бедиа) бави се шверцом оружја и дроге, поседује ресторан италијанске кухиње и илегалну коцкарницу. Инсистира да га пред пословним партнерима ословљавају Рикардо.

## Подела улога

### Глумци
| Глумац             | Улога                  |
| ------------------ | ---------------------- |
| Франк Гестамбид    | Силван Маро            |
| Малик Бенталха     | Еди Маклуф             |
| Едуар Монтут       | Алан Трезор            |
| Бернар Фарси       | Жерар Жибер            |
| Салваторе Еспозито | Тони Дог               |
| Сабрина Уазани     | Самиа Маклуф           |
| Фетса Бујамед      | Хамид                  |
| Санд ван Рој       | Санди                  |
| Месје Пулп         | Менар                  |
| Ануар Тубали       | Мишел Петручиани       |
| Лионел Лажет       | Режис                  |
| Сиси Дупар         | Сандрин Бросар         |
| Фабрицио Невола    | Роко                   |
| Рамзи Бедиа        | Рашид                  |
| Муса Маскри        | Лопез                  |
| Ерик Фратичели     | Паоли                  |
| Сопрано            | Баба                   |
| Давид Сал          | осумњичени             |
| Франсоа Левантал   | комесар Морзини        |
| Бенгус             | Едијев путник          |
| Елис Ларникол      | министарка екологије   |
| Жанан Будили       | саветница министарке   |
| Фредерик Соулаирол | министаркин лекар      |
| Хамза Бенсанун     | министаркин возач      |
| Роман Ланкри       | Лоик Бикон             |
| Питер Тиас         | Сандин отац            |
| Елиза Бујновски    | Синтија                |
| Грегори Фроментин  | пилот хеликоптера      |
| Рене Малвил        | шеф бара               |
| Арил Амрани        | Вари                   |
| Ишем Саиби         | Ларби                  |
| Редуан Бугераба    | крадљивац аутомобила 1 |
| Ишем Бугераба      | крадљивац аутомобила 2 |
| Матео Карломањо    | Карло                  |
| Шарлот Габри       | новинарка Естерел      |
| Филип Лесуан       | начелник               |
| Кат Килер          | диск-џокеј             |
| Жан Паскал Зади    | Раста Вид              |
| Карим Жебли        | лично                  |
| Нуредин Сали       | лично                  |

| „                                          | По мом мишљењу, то није прави приступ. Када остваримо контакт, одемо на кафу и читамо сценарио. Снимио сам прва четири Таксија, мислим да заслужујем мало више поштовања. На друштвеним мрежама пишу да је требало да глумим Бенталхиног ујака, али не знам ништа о томе. | ” |
| — Интервју са Самијем Насеријем, јун 2017. | |   |

## Снимање и приказивање
Рад на сценарију за филм окончан је у марту 2017. У мају исте године објављено је да ће се премијера филма одржати у Марсељу, 7. априла 2018, а да ће у остатку Француске бити приказиван од 11. априла. Снимање првих кадрова отпочело је 25. јула 2017 у Паризу, непосредно испред Ајфеловог торња, да би се екипа филма касније преселила у Марсељ и регион Прованса-Алпи-Азурна обала, где се одиграва радња највећег дела филма.
Први тизер за филм изашао је 28. јануара 2018. Званични постер филма објављен је у петак, 9. марта 2018. године, на ком су представљена два црвена Ферарија, који покушавају да стигну главне протагонисте. Буџет филма износио је 20,39 милиона евра.
Након више померања датума, приказивање је усклађено са обележавањем 20. годишњице од приказивања првог дела филма, 8. априла 1998, а премијера је одржана у главном граду Француске. Потом је уследила дистрибуција филма и у друге државе у Европи. Зарада филма процењена је на приближно 42 милиона долара. Филм је такође изашао у DVD и Блу-реј форматима, 13. августа 2018. године.

## Оцене и критике
Након објаве филма, неке од критика на рачун остварења биле су да пети наставак не припада Такси серијалу, да се превише разликује и да је хумор сведен на поједине неубедљиве комичне детаље. Такође, у текстовима се напомиње да је глумачка подела готово потпуно промењена, што је утицало на то да серијал изгуби свој идентитет. Посебно је наглашен изостанак некадашњих насловних протагониста, Самија Насерија и Фредерика Дијефентала, уз констатацију да „Такси без таксисте не постоји.“ Једна од замерки везана је и за коришћење истог модела аутомобила као у претходном наставку, што је доведено у везу са средствима која су издвојена за реализацију филма.
Насери, који је тумачио улогу главног лика, Данијела Моралеса, критиковао је начин рада продукције и одбио да глуми у новом наставку, сматравши некоректном одлуку продукције да насловне улоге додели другим глумцима. Он је у неким од изјава за француске и руске медије окривио Гестамбида да је уништио Такси, рекавши да није задовоља̟н новим филмом, те је одбио да лично подржи промоцију филма. Сценариста Лик Бесон изразио је задовољство урађеним, односно успехом који је Гестамбид постигао у петом делу Таксија.

## Музика у филму
Музику за филм је скоро у потпуности урадио Џамел Фезари, познатији као Кор, сем песама A 2000 од Soprano-а и Kooseyl-а, односно All Eyes On Me, коју изводе Sam's и S.pri Noir.
Снимљено је седам видео снимака за промоцију филма: Va Bene у извођењу групе L'Algérino, Boîte Auto у интерпретацији Ninho-а, S Line од MMZ-а, те нумере Du temps, Santana, California Girl и 9 Mili, које потписују Vegedream, Alonzo, Zola, односно Kofs & Sadek. Албум са музиком из филма изашао је крајем марта 2018.
Видео снимак за песму S Line, уклоњен је са Јутјуб платформе 12. јуна исте године, због жалбе компаније Ауди, која није желела да се њени аутомобили појављују у спотовима реп музике.
- На албуму се налазе следеће песме:[60]

## Возни парк
- Пежо 407[31]
- Мерцедес-Бенц C 180 Exclusive (службени аутомобил Силвана Мароа у Паризу)
- Ферари 458[61] (возило Италијана)
- Ламборгини авентадор[14] (друго возило Италијана, које је Маро запленио на крају филма)
- Мерцедес-Бенц C AMG (такси Самие Маклуф, на крају филма)
- Хамер H2[62] (возило Жерара Жибера)
- Дачија логан MCV (полиција Марсеља)
- Сузуки Игнис (полиција Марсеља)
- Ситроен AX (полиција Марсеља)
- Пежо 306 (полиција Марсеља)
- Рено меган сеник (полиција Марсеља)
- Пежо 307 SW (полиција Марсеља)
- Рено лагуна II караван (возило које отимају корумпирани полицајци)
- Рено лагуна III (Едијев такси)
- Рено меган III (возило корумпираних полицајаца)
- Форд мондео IV (возило којим управља Баба)
- Ферари Калифорнија T (видљиви у трци кроз Марсељ, као и на фотографијама)
- Ферари F40 (видљиви у позадини трке кроз Марсељ)